# Chicago Sun-Times
El Chicago Sun-Times es un diario estadounidense que se publica en Chicago, Illinois. Es la publicación insignia del grupo Sun-Times Media Group. Es el periódico que ha sido publicado continuamente por más tiempo en la ciudad. Comenzó en 1844 como el Chicago Evening Journal (que fue el primero en publicar el rumor, que ahora se cree falso, de que una vaca propiedad de Catherine O'Leary fue responsable del gran incendio de Chicago de 1871). El Evening Journal, cuyo edificio en el lado sur del canal no sufrió daños, le cedió un espacio al Chicago Tribune temporalmente mientras era reconstruido. En 1929, el periódico fue reinaugurado como el  Chicago Daily Illustrated Times.
El diario moderno surgió de la fusión en 1948 del Chicago Sun, fundado en 1941 por Marshall Field III, y el Chicago Daily Times. El diario era propiedad de Field Enterprises, controlado por la familia Marshall Field, que adquiriría el Chicago Daily News en 1959 y lanzaría la televisora WFLD en 1966. Cuando el Daily News dejó de publicarse en 1978, buena parte de su personal, incluyendo el columnista ganador de un Premio Pulitzer Mike Royko, fue reubicado al Sun-Times. Durante el período Field, el periódico tuvo un carácter populista,  progresista en la línea del Partido Demócrata pero era independiente de la organización de los demócratas en la ciudad. Aunque su estilo gráfico era de tabloide urbano, el periódico era de buena calidad periodística y no dependía de historias de primera plana sensacionales. Por lo general publicaron artículos del servicio de cables del Washington Post o Los Angeles Times.

## Premios e historias relevantes
El periódico ha ganado ocho Premios Pulitzer.
- 1970: Tom Fitzpatrick - Informe general
- 1971: Jack Dykinga - Fotografía destacada
- 1973: Ron Powers - Crítica
- 1974: Art Petacque, Hugh Hough - Informe general
- 1975: Roger Ebert - Crítica
- 1982: John H. White - Fotografía destacada
- 1989: Jack Higgins - Editorial Cartooning
- 2011: Frank Main, Mark Konkol y John J. Kim - Informe local

Doug Moench fue nominado al premio Chicago Newspaper Guild Award en 1972 por su historia de la violencia en el  in the Metro de Chicago. En 1978, el periódico dirigió la investigación Mirage Tavern, en la que reporteros encubiertos operaban un bar y filmaron a oficiales de la ciudad aceptando sobornos en cámara.
En enero de 2004, luego de una investigación de seis meses liderada por Tim Novak y Steve Warmbir, el diario reveló el escándalo del Hired Truck Program –un programa de la ciudad en el que camiones privados eran contratados en forma velada para realizar trabajos para la ciudad–. Luego de un artículo del Sun-Times por Michael Sneed en el que erróneamente se identificaba al perpetrador de la masacre de Virginia Tech del 16 de abril de 2007 como un nacionalista chino sin nombre, la República Popular China criticó al Chicago Sun-Times por publicar lo que llamó "informes irresponsables."